# Yebbi Souma
Yebbi Souma (auch Yebbi-Souma, Jebbi Suma) ist eine Siedlung im Norden des Tschad in der Provinz Tibesti, etwa 135 km ostsüdöstlich von Bardaï. Der Ort liegt an den nördlichen Ausläufern des Tibesti-Gebirges und ist durch eine Pistenstraße mit Omchi im Norden und Yebbi Bou im Süden verbunden. Nördlich des Ortes zweigt von dieser Straße die Piste nach Westen ab, die Yebbi Souma über Ouonofo und Aderke mit der Provinzhauptstadt Bardaï verbindet.
In Yebbi Souma herrscht Wüstenklima. Es fallen durchschnittlich 16 mm Niederschläge im Jahr. Die Jahresdurchschnittstemperatur beträgt 21 °C.